# Ilja Groezdev

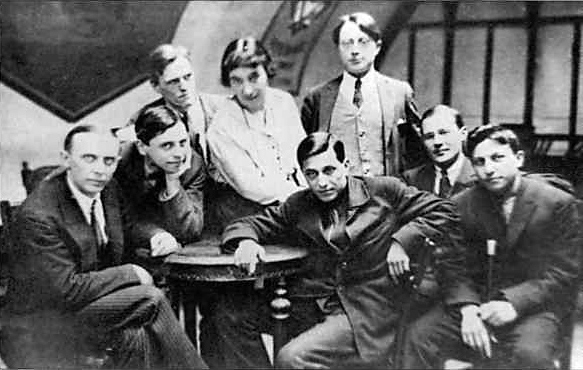
De Serapionbroeders, Groezdev 2e van rechts

Ilja Aleksandrovitsj Groezdev (Russisch: Илья Александрович Груздев) (Sint-Petersburg, 2 augustus 1892 - Leningrad, 11 december 1960) was een Russisch schrijver en literatuurwetenschapper.
Groezdev publiceerde in zijn leven een grote hoeveelheid literatuurwetenschappelijke boeken en teksten, welke in diverse landen werden vertaald. In 2009 verscheen nog een nieuwe, becommentarieerde Duitse vertaling van zijn essay over Russische 'proto-narratologie' in de uitgave Über die Maske als literarisches Verfahren (Berlin, New York, 2009, Pages 179–194, ISBN 978-3-11-021290-7).
Groezdev is heden ten dage echter vooral nog bekend vanwege zijn lidmaatschap in de jaren twintig van het Peterburgse literaire genootschap de Serapionbroeders, samen met een aantal vooraanstaande jonge Russische schrijvers. Groezdev geldt ook als de eerste biograaf van Maksim Gorki, voerde hierover een uitgebreide briefwisseling met hem en publiceerde in 1928 de eerste uitgave van zijn biografie Het leven van Maksim Gorki. Ook schreef hij een aantal filmscenario's.
Groezdev overleed in 1960 in Leningrad.